# Eva Souhrada-Kirchmayer
Eva Souhrada-Kirchmayer  ist eine österreichische Juristin und Absolventin der Europaakademie. Sie ist Mitglied des Parlamentarischen Datenschutzkomitees PDK, Vorsitzende der Datenschutz-Aufsichtsbehörde der Europäischen Weltraumorganisation und Vorsitzende der Datenschutzbehörde (Supervisory Authority) der Europäischen Organisation für die Nutzung meteorologischer Satelliten/European Organisation for the Exploitation of Meteorological Satellites (EUMETSAT). Sie war bis Ende November 2024 Richterin am Bundesverwaltungsgericht.

## Leben
Eva Souhrada-Kirchmayer ist in Wien geboren. Sie studierte Rechtswissenschaften und Medienrecht an der Universität Wien und schloss ihre Ausbildung 1982 mit dem Doktorat der Rechtswissenschaften ab. Von 1979 bis 1983 war sie Assistentin von Werner Ogris und Lehrbeauftragte am Institut für Österreichische und Europäische Rechtsgeschichte dieser Universität und war als Rechtshistorikerin tätig. Von 1983 bis 1991 arbeitete sie im Bundesministerium für Wissenschaft und Forschung in der Abteilung für Hochschulrecht. Ab 1991 war sie im Bundeskanzleramt in der Abteilung für Datenschutzrecht des Verfassungsdienstes tätig (ab 1995 als Leiterin des Büros der Datenschutzbehörden, ab 2004 Abteilungsleiterin). 2010 wurde sie Leiterin der Geschäftsstelle der Datenschutzkommission und deren geschäftsführendes Mitglied.

## Tätigkeit
Eva Souhrada-Kirchmayer war bis zur Neuorganisation dieser Behörde Ende 2013 geschäftsführendes Mitglied der österreichischen Datenschutzkommission (als solches Leiterin des Datenverarbeitungsregisters und der Stammzahlenregisterbehörde). Die Datenschutzkommission war die Behörde, die Entscheidungen zur Vollziehung des österreichischen Datenschutzgesetzes zu treffen hatte. Sie war nach den Organisationsänderungen infolge eines Urteils des Europäischen Gerichtshofes als unabhängige Behörde organisiert. Als geschäftsführendes Mitglied war Frau Souhrada-Kirchmayer sowohl Entscheidungsträgerin (Senatsmitglied) als auch Leiterin des Geschäftsbetriebs dieser Kommission und hatte im Jahr 2013 vorübergehend den Amtstitel „Hofrätin“. Im Zusammenhang damit war Frau Souhrada-Kirchmayer Mitglied Österreichs in der Artikel-29-Datenschutzgruppe, einem Beratungsorgan der Europäischen Kommission in Datenschutzangelegenheiten und verschiedener nationaler und internationaler Arbeitsgruppen.
Im Rahmen dieser Tätigkeiten wurden ihre Stellungnahmen in den jeweils aktuellen datenschutzrechtlichen Zusammenhängen mehrfach in den Medien zitiert und in Vorträgen, z. B. zur Gesundheitstelematik und Chats zugänglich, so auch im Zusammenhang mit Google Street View, der Weitergabe von Patientendaten zu Marktforschungszwecken an das Unternehmen IMS Health, mit Facebook, Twitter oder Apple, am 7. Europäischer Datenschutztag 2013 im Zusammenhang mit der Datenweitergabe in die USA usw. Sie wird mit der Aussage zitiert „Wir dürfen nicht vergessen, dass der Hauptzweck der bestehenden sozialen Netzwerke das Lukrieren von Werbeeinnahmen ist. Die Nutzung ist nicht gratis, wir zahlen mit unseren Daten.“ Im Zusammenhang mit der Entscheidung des EuGH hielt sie die Unabhängigkeit der Datenschutzkommission und deren Ausgliederung aus dem Verwaltungsbereich des österreichischen Bundeskanzleramtes für eine logische Konsequenz.
Frau Souhrada-Kirchmayer war Mitglied des Arbeitsgruppe, welche von der Europäischen Union zur Aufarbeitung des PRISM-Projekts zusammengestellt wurde. Ihr Name scheint auch in einigen Dokumenten auf, die im Rahmen von Wikileaks öffentlich zugänglich wurden. Sie unterstützte die Autoreninitiative zur Einhaltung von Bürgerrechten im digitalen Zeitalter.
Auch beim Europarat war sie Datenschutzbeauftragte. Diese Funktion hat die Aufgabe, die Verwendung von Personendaten (einschließlich Daten der Beschäftigten) im Geschäftsbetrieb des Europarates zu überwachen und allfällige Missstände aufzuzeigen. Sie beruht auf der Richtlinie des Generalsekretärs des Europarates vom 17. April 1989.
Weitere Funktionen waren der Vorsitz in der Projektgruppe Datenschutz des Europarates (CJ-PD), Vorsitzende der Ratsarbeitsgruppe Datenschutz während der EU-Präsidentschaft Österreichs, stellvertretende Vorsitzende im Beratenden Ausschuss auf Grundlage der Datenschutzkonvention des Europarates ETS 108 (T-PD) und eine Vertreterin des Bundes im Datenschutzrat und verschiedener anderer Gruppen, wie der Beratungsgruppe nach Art. 31 der Datenschutzrichtlinie der EU.
Eva Souhrada-Kirchmayer gehörte zu den Mitgliedern der Telegesundheitsdienste-Kommission beim Bundesministerium für Gesundheit, der Nachfolgerin der STRING-Kommission. Sie ist Vortragende in verschiedenen Veranstaltungen zum Thema Rechtsinformatik.
Sie wird in ihrem Fachgebiet als „renommierte Datenschützerin“ bezeichnet und zu den „prominenteren Personen“ bzw. „prominent individuals“ gezählt. Im Rahmen einer Sitzung des Nationalrates zu einer Novelle des Datenschutzgesetzes wurde unter Nennung ihres Namens den Mitarbeitern des Datenschutzbüros ausdrücklicher Dank ausgesprochen.
Eva Souhrada-Kirchmayer wurde ab 1. Jänner 2014 zur Richterin am Bundesverwaltungsgericht in Wien ernannt und übte dieses Amt bis Ende November 2024 aus. Sie ist auch Vorstandsmitglied des Österreichischen Juristentages.
Am 18. September 2024 wurde sie vom österreichischen Nationalrat einstimmig als eines der fünf Mitglieder des parlamentarischen Datenschutzkomitees (§ 35b Datenschutzgesetz) gewählt. Der Bundesrat stimmte dieser Bestellung am 3. Oktober 2024 ebenfalls einstimmig zu. Die Funktion begann mit 1. Jänner 2025, sie ist für fünf Jahre vorgesehen.

## Ehrungen
- 2006 Großes Ehrenzeichen für Verdienste um die Republik Österreich.[32]
- 2017 Berufstitel „Professorin“.[33]
- 2024 Berufstitel Hofrätin: Entschließung des Bundespräsidenten vom 6. August 2024, die Verleihungsurkunde wurde in einem Festakt aus Anlass ihrer Pensionierung als Richterin am 19. November 2024 feierlich überreicht, als Laudator fungierte der ehemaligen Präsident des österreichischen Verfassungsgerichtshofes Gerhart Holzinger.[34]

## Werke (Auswahl)
- Österreichisches Entgegnungsrecht – von den Anfängen bis zur Gegenwart. Österreichische Richterzeitung. Jahrgang 1983. ZDB-ID 525811-x. S. 258–263 bzw. 1984, S. 247–248 (auf einen Kommentar von Bruno Weis auf S. 140).
- (gemeinsam mit) Otto Cap: Festschrift „130 Jahre Kreisgericht Korneuburg. 115 Jahre Sparkasse der Stadt Korneuburg“ Verlag Salzer-Ueberreuter. Wien 1984.
- (als Herausgeberin) Hochschul-Taxengesetz (Bundesgesetz vom 15. Feber 1972 über die an wissenschaftlichen Hochschulen, Kunsthochschulen und der Akademie der Bildenden Künste in Wien zu entrichtenden Taxen). In der Reihe: Organisationsrecht der österreichischen Hochschulen. Band 4. Verlag des Bundesministeriums für Wissenschaft und Forschung. Wien 1985.
- (als Herausgeberin) Studentenheimgesetz (Bundesgesetz vom 15. Mai 1986 über das Wohnen in Studentenheimen). In der Reihe: Organisationsrecht der österreichischen Hochschulen. Band 9. Verlag des Bundesministeriums für Wissenschaft und Forschung. Wien 1986.
- Kommentar zum Studentenheimgesetz. Hrsg.: Bundesministerium für Wissenschaft und Forschung und der Österreichischen Hochschülerschaft. Wien 1987.
- Der Vorschlag einer allgemeinen EG-Datenschutzrichtlinie und seine Auswirkungen auf das österreichische Datenschutzgesetz. Juristische Blätter. Springer Verlag Wien-New York 1995. ISSN 0022-6912 ZDB-ID 213593-0. S. 147–158.
- Datenschutz in Schengen und Europol. In: Astrid Epiney, Marianne Freiermuth (Hrsg.): Datenschutz in der Schweiz und in Europa/La protection des données en Suisse et en Europe. In der Reihe Forum Europarecht = Forum droit européen. ISSN 1422-4283. Universitäts-Verlag Freiburg/Fribourg 1999. ZDB-ID 2287815-4, ISBN 3-7278-1242-7. S. 45–82.
- Das Datenschutzgesetz 2000. Fachzeitschrift Soziale Sicherheit SozSi. Herausgegeben vom Hauptverband der österreichischen Sozialversicherungsträger. Wien. Jahrgang 2000, Heft 11. ISSN 0038-6065 ZDB-ID 2701980-9. S. 938–951.
- Datenschutzgesetz aus Sicht der ArbeitnehmerInnen. Wien 2000. Hrsg. von der Gewerkschaft der Privatangestellten, Druck, Journalismus, Papier. Folgeauflagen 2004, 2011 gemeinsam mit Clara Fritsch (abgerufen am 14. September 2013; PDF; 691 kB).
- Die Datenschutzkontrollorgane nach dem DSG 2000. In: Neue Wege des Grundrechtsschutzes. Tagung der Juristenkommission ÖJK 2000 in Weißenbach am Attersee. In: Kritik und Fortschritt im Rechtsstaat. Schriftenreihe der Österreichischen Juristenkommission. Band 16. ZDB-ID 2166660-X. Neuer Wissenschaftlicher Verlag. Wien 2000, ISBN 3-7046-1548-X. S. 93–108.
- Die Bürgerkarte im Lichte der Informationsgrundrechte. In: Grundrechte in der Informationsgesellschaft. Tagung der Österreichischen Juristenkommission ÖJK 2001 in Weißenbach am Attersee. In: Kritik und Fortschritt im Rechtsstaat. Schriftenreihe der Österreichischen Juristenkommission. Band 18. ZDB-ID 2166660-X. Neuer Wissenschaftlicher Verlag. Wien 2001, ISBN 3-7083-0038-6. S. 218–225.
- Werden wir zu „gläsernen Menschen“? In: Isabella Ackerl, Johann Lehner, Johannes Sachslehner (Hrsg.): Wissen! Antworten auf unsere großen Fragen, ISBN 978-3-222-13216-2. Verlag Styria Wien 2006. S. 314.
- Section Control. In: Erich Schweighofer, Anton Geist, Gisela Heindl (Hrsg.) 10 Jahre IRIS: Bilanz und Ausblick. Tagungsband des 10. Internationalen Rechtsinformatik-Symposions IRIS 2007. Verlag Boorberg, Stuttgart 2007, ISBN 978-3-415-03962-9. S. 304–311.
- Datenschutzrechtliche Kontrolle gestern–heute–morgen. In: Armin Bammer (Hrsg.): Rechtsschutz gestern–heute–morgen, Festgabe zum 80. Geburtstag von Rudolf Machacek und Franz Matscher. Neuer wissenschaftlicher Verlag Wien-Graz, 2008, ISBN 978-3-7083-0500-4. S. 1079–1089.
- Section Control im Lichte der Judikatur des Verfassungsgerichtshofes. In: Dietmar Jahnel (Hrsg.): Jahrbuch Datenschutzrecht und E-Government. 2008. ZDB-ID 2436321-2. Neuer Wissenschaftlicher Verlag, Wien 2008, ISBN 978-3-7083-0529-5. S. 161–171.
- Datenschutzrechtliche Aspekte der Videoüberwachung – Ansätze für eine legistische Lösung. In: Komplexitätsgrenzen der Rechtsinformatik. Tagungsband des 11. Internationalen Rechtsinformatik Symposions IRIS 2008. Verlag Boorberg, Stuttgart 2008, ISBN 978-3-415-04130-1. S. 317–326.
- Der Entwurf einer DSG-Novelle 2008. In: Dietmar Jahnel (Hrsg.): Jahrbuch Datenschutz 2009. Neuer Wissenschaftlicher Verlag, Wien 2009. ZDB-ID 2436321-2, ISBN 978-3-7083-0610-0. S. 255–268.
- Aktuelle Fragen des Datenschutzes. In: „Alles unter Kontrolle? Überwachung-Privatsphäre-Datenschutz.“ Tagung der Österreichischen Juristenkommission ÖJK 2009 in Weißenbach am Attersee. In: Kritik und Fortschritt im Rechtsstaat. Schriftenreihe der Österreichischen Juristenkommission. Band 34. ZDB-ID 2166660-X. Neuer Wissenschaftlicher Verlag, Wien 2009, ISBN 978-3-7083-0618-6. S. 86–99.
- DSG-Novelle 2010. In: Erich Schweighofer, Anton Geist, Ines Staufer (Hrsg.): Globale Sicherheit und proaktiver Staat – Die Rolle der Rechtsinformatik. Tagungsband des 13. Internationalen Rechtsinformatik Symposions IRIS 2010. OCG Schriftenreihe der Österreichischen Computer Gesellschaft OCG. ZDB-ID 2130498-1. Band 266. Wien 2010, ISBN 978-3-85403-266-3 (auch unter ISBN 9783854032779 oder ISBN 9783854032595 verzeichnet). S. 321–324.
- DSG-Novelle 2010 – Schwerpunkt Videoüberwachung In: Dietmar Jahnel (Hrsg.): Jahrbuch Datenschutz 2010. ZDB-ID 2565668-5. Neuer Wissenschaftlicher Verlag, Wien 2010, ISBN 978-3-7083-0669-8. S. 17–27.
- Stockholmer Programm – datenschutzrechtliche Aspekte oder „Die Quadratur des Kreises“. In: Grundrechte im Europa der Zukunft. Tagung der Österreichischen Juristenkommission ÖJK 2010 in Seewalchen am Attersee. In: Kritik und Fortschritt im Rechtsstaat. Schriftenreihe der Österreichischen Juristenkommission ÖJK. Band 36. ZDB-ID 2166660-X. Verlag Linde, Wien 2010, ISBN 978-3-7073-1766-4. S. 129–141.
- Zur Geschichte des europäischen Datenschutzrechts. In: Thomas Olechowski, Christian Neschwara, Alina Lengauer (Hrsg.): Grundlagen der österreichischen Rechtskultur. Festschrift für Werner Ogris zum 75. Geburtstag. Böhlau Verlag Wien 2010, ISBN 978-3-205-78628-3. S. 499–518.
- Überlegungen zum Gewerbe der Kreditauskunfteien aus datenschutzrechtlicher Sicht. In: Beate Blaschek, Jasmin Habersberger (Hrsg.): Eines Kredits würdig? Verlag Österreich, Wien 2011, ISBN 978-3-7046-5516-5. S. 103–115.
- Das Gesamtkonzept für den Datenschutz in der europäischen Union. In: Dietmar Jahnel (Hrsg.): Jahrbuch Datenschutz 2011. ZDB-ID 2565668-5, ISBN 978-3-7083-0765-7. S. 33–53.
- Das Risiko „Datenverlust“. In: Georg Pehm, Ronald Reiter (Hrsg.): Wir sind sicher. Sicher? Bedrohungen und Antworten für das Burgenland. Bohmann Verlag, Wien 2012, ISBN 978-3-99015-013-9. S. 235–238.
- Datenschutz-Patientenschutz, Neue Herausforderungen im Gesundheitsbereich – Schwerpunkt „ELGA aus Datenschutzsicht“. In: Association Internationale de Droit Pénal (AIDP): Symposium der Landesgruppe Österreich der Internationalen Strafrechtsgesellschaft/Association Internationale de Droit Pénal  und der Österreichischen Ärztekammer zum Thema „Datenschutz-Patientenschutz, Neue Herausforderungen im Gesundheitsbereich“. Wien 2012. S. 30–38.
- Der Entwurf eines neuen Datenschutz-Rechtsrahmens der Europäischen Union – Schwerpunkt Datenschutzbehörden. In: Dietmar Jahnel (Hrsg.): Jahrbuch Datenschutz und E-Government 2012. Neuer Wissenschaftlicher Verlag, Wien 2012, ZDB-ID 2690162-6, ISBN 978-3-7083-0851-7. S. 9–25.
- EU-Datenschutzrechtliche Aspekte der Sozialen Netzwerke. In: Erich Schweighofer, Meinrad Handstanger, Harald Hoffmann, Franz Kummer, Edmund Primosch, Günther Schefbeck, Gloria Withalm: Zeichen und Zauber des Rechts. Festschrift für Friedrich Lachmayer. Editions Weblaw, Bern 2014, ISBN 978-3-906029-89-4. S. 519–545.
- Kommentar zu den Art. 51, 53–59. In: Indra Spiecker gen. Döhmann, Vagelis Papakonstantinou, Gerrit Hornung, Paul De Hert: General Data Protection Regulation. Article-by-Article Commentary. Baden-Baden 2023, ISBN 978-3-8487-3372-9. S. 858–863, 873–903.
- Informationsfreiheits-Gesetzespaket: Zur Rolle der Gerichtsbarkeit. In: Sonja Janisch, Sebastian Krempelmeier, Peter Mader, Elisabeth Staudegger, Clemens Thiele (Hrsg.): Am Glasfasterpuls. Festschrift für Dietmar Jahnel. Jan Sramek Verlag, Wien 2025, ISBN 978-3-7097-0382-3, S. 671–690.